# Bahnstrecke Sala–Tillberga
| Bahnhof Ransta |                      |                                          |                                          |
| Streckenlänge: | 33 km                |                                          |                                          |
| Spurweite: | 1435 mm (Normalspur) |                                          |                                          |
| Stromsystem: | 15 kV 16 2/3 Hz ~    |                                          |                                          |
| Streckengeschwindigkeit: | 130 km/h             |                                          |                                          |
| |                      |                                          |                                          |
| \| \| \| Bahnstrecke Sala–Gävle von Gävle \| \| \| \| \| Bahnstrecke Mora–Uppsala von Mora \| \| \| \| 0,0 \| Sala \| 51,6 m ö.h. \| \| \| \| Bahnstrecke Mora–Uppsala nach Uppsala \| \| \| \| \| Lillån \| \| \| \| 26,9 \| Silvervallen \| Silvervallen \| \| \| 23,4 \| Hättskär hpr \| Hättskär hpr \| \| \| 22,0 \| Fredsbrunn hpr (1938–1965) \| Fredsbrunn hpr (1938–1965) \| \| \| 20,4 \| Norrhusta hpr (1938–1967) \| Norrhusta hpr (1938–1967) \| \| \| 19,0 \| Tärna (1875–1968) \| Tärna (1875–1968) \| \| \| 14,9 \| Ransta \| Ransta \| \| \| 19,0 \| Labacken (1904–1964) \| Labacken (1904–1964) \| \| \| \| Lillån \| \| \| \| 8,4 \| Vrian hpr (1940–1967) \| Vrian hpr (1940–1967) \| \| \| 4,6 \| Hedensberg (1875–1967) \| Hedensberg (1875–1967) \| \| \| 2,7 \| Tillberga omformarstation (1946/47–1997)[3] \| Tillberga omformarstation (1946/47–1997)[3] \| \| \| \| Mälarbanan von Enköping (bis 1996) \| \| \| \| \| \| \| \| \| \| Tillberga depå[4] \| \| \| \| \| \| \| \| \| 0,0 100,7 \| Tillberga (PV bis 2009) \| Tillberga (PV bis 2009) \| \| \| \| nach Ramnäs (bis 1993) \| \| \| \| \| Mälarbanan von Enköping (seit 1996) \| \| \| \| 105,8 \| Västerås norra (bis 1945 Finslätten) \| Västerås norra (bis 1945 Finslätten) \| \| \| \| Hafengleis \| \| \| \| 107 \| Västerås C \| Västerås C \| \| \| \| Mälarbanan nach Örebro \| \| \| \| \| \| \| \| \| \| \| \| \| Erläuterung: (hpr) = Hållplats för rälsbussar (deutsch Haltestelle für Schienenbusse) \| \| \| \| |                      |                                          |                                          |
| Strecke (außer Betrieb) |                      | Bahnstrecke Sala–Gävle von Gävle         | Bahnstrecke Sala–Gävle von Gävle         |
| Abzweig ehemals geradeaus und von rechts |                      | Bahnstrecke Mora–Uppsala von Mora        | Bahnstrecke Mora–Uppsala von Mora        |
| Bahnhof | 0,0                  | Sala                                     | 51,6 m ö.h.                              |
| Abzweig geradeaus und nach links |                      | Bahnstrecke Mora–Uppsala nach Uppsala    | Bahnstrecke Mora–Uppsala nach Uppsala    |
| Brücke über Wasserlauf |                      | Lillån                                   | Lillån                                   |
| ehemaliger Haltepunkt / Haltestelle | 26,9                 | Silvervallen                             | Silvervallen                             |
| ehemaliger Haltepunkt / Haltestelle | 23,4                 | Hättskär hpr                             | Hättskär hpr                             |
| ehemaliger Haltepunkt / Haltestelle | 22,0                 | Fredsbrunn hpr (1938–1965)               | Fredsbrunn hpr (1938–1965)               |
| ehemaliger Haltepunkt / Haltestelle | 20,4                 | Norrhusta hpr (1938–1967)                | Norrhusta hpr (1938–1967)                |
| ehemaliger Bahnhof | 19,0                 | Tärna (1875–1968)                        | Tärna (1875–1968)                        |
| Bahnhof | 14,9                 | Ransta                                   | Ransta                                   |
| ehemaliger Bahnhof | 19,0                 | Labacken (1904–1964)                     | Labacken (1904–1964)                     |
| Brücke über Wasserlauf |                      | Lillån                                   | Lillån                                   |
| ehemaliger Haltepunkt / Haltestelle | 8,4                  | Vrian hpr (1940–1967)                    | Vrian hpr (1940–1967)                    |
| ehemaliger Haltepunkt / Haltestelle | 4,6                  | Hedensberg (1875–1967)                   | Hedensberg (1875–1967)                   |
| ehemalige Blockstelle | 2,7                  | Tillberga omformarstation (1946/47–1997) | Tillberga omformarstation (1946/47–1997) |
| Strecke · Strecke von links (außer Betrieb) |                      | Mälarbanan von Enköping (bis 1996)       | Mälarbanan von Enköping (bis 1996)       |
| Strecke |                      |                                          |                                          |
| Strecke · Abzweig geradeaus und nach links |                      | Tillberga depå                           | Tillberga depå                           |
| Abzweig geradeaus und von links · Strecke nach rechts |                      |                                          |                                          |
| Dienststation / Betriebs- oder Güterbahnhof | 0,0 100,7            | Tillberga (PV bis 2009)                  | Tillberga (PV bis 2009)                  |
| Abzweig geradeaus und ehemals nach rechts |                      | nach Ramnäs (bis 1993)                   | nach Ramnäs (bis 1993)                   |
| Abzweig geradeaus und von links |                      | Mälarbanan von Enköping (seit 1996)      | Mälarbanan von Enköping (seit 1996)      |
| Dienststation / Betriebs- oder Güterbahnhof | 105,8                | Västerås norra (bis 1945 Finslätten)     | Västerås norra (bis 1945 Finslätten)     |
| Abzweig geradeaus und nach links |                      | Hafengleis                               | Hafengleis                               |
| Bahnhof | 107                  | Västerås C                               | Västerås C                               |
| Strecke |                      | Mälarbanan nach Örebro                   | Mälarbanan nach Örebro                   |
| |                      |                                          |                                          |
| |                      |                                          |                                          |
| Erläuterung: (hpr) = Hållplats för rälsbussar (deutsch Haltestelle für Schienenbusse) |                      |                                          |                                          |

Die Bahnstrecke Sala–Tillberga ist eine normalspurige, eingleisige Eisenbahnstrecke in der Provinz Västmanlands län in Schweden. Sie verbindet heute die Städte Sala und Västerås und damit die Bahnstrecken Mora–Uppsala und Stockholm–Örebro.

## Geschichte

### Sala–Tillberga järnvägsaktiebolag
Die Sala–Tillberga järnvägsaktiebolag erhielt die Konzession für den Bau der Strecke am 1. Mai 1874. Die Zeichnungen für die 28 Kilometer lange Strecke fertigte Claes Adolf Adelsköld. Die provisorische Betriebsaufnahme erfolgte am 1. Dezember 1875, der allgemeine Verkehr sechs Tage später. Das Kurzzeichen der Gesellschaft SaTJ war nicht offiziell.
Der Betrieb wurde jedoch von Anfang an nahezu vollständig von der Gesellschaft Stockholm–Västerås–Bergslagens Järnvägar (SWB, später SVB) durchgeführt. Am 1. Januar 1905 wurde die SaTJ von der SVB gekauft.

### Verstaatlichung
Im Rahmen der allgemeinen Eisenbahnverstaatlichung in Schweden wurde die Strecke zusammen mit den übrigen Strecken der SWB 1944 in eine staatliche Gesellschaft mit gleichem Namen SWB überführt. Ein Jahr später wurde sie in die staatliche Eisenbahngesellschaft Statens Järnvägar (SJ) eingegliedert. 1955 wurde die Strecke elektrifiziert.
In den 1960er Jahren wurden nach und nach sämtliche Zwischenhalte außer Ransta und Tillberga aufgegeben.

## Betrieb
Der Bahnhof Tillberga verlor in den 1990er Jahren seine Funktion als Eisenbahnknoten. Zuerst wurde 1993 die Strecke nach Ramnäs und Ängelsberg durch eine neue Verbindungskurve bei Kolbäck ersetzt, stillgelegt und abgebaut. 1996 wurde die Mälarbana im Zuge des zweigleisigen Ausbaus zwischen Tortuna und Västerås auf eine neue Trasse südlich von Tillberga verlegt. Die Züge von und nach Sala hielten noch bis 2009 in Tillberga, danach wurde der Bahnhof für den Personenverkehr geschlossen. Seitdem dient er nur noch als Anschluss für das dortige Eisenbahn-Ausbesserungswerk.

## Heutiger Betrieb
Der einzige verbliebene planmäßige Zwischenhalt seit 2009 ist Ransta, hier können auch Zugkreuzungen stattfinden. Der Personenverkehr wird heute im Auftrag der Regionalverkehrsgesellschaft Mälardalstrafik als Teil der Verbindung Linköping–Norrköping–Eskilstuna–Västerås–Sala durchgeführt. Es verkehren Triebwagen der Baureihen Bombardier Regina und X12 an Werktagen im Stundentakt, wobei jedoch einige Züge nicht in Ransta halten, und an Wochenenden und Feiertagen im Zweistundentakt.

## Zukunft
Der Nahverkehrsausschuss der Provinz Västmanlands län plant die Wiedereröffnung des Bahnhofs Tillberga für den Personenverkehr sowie die Einrichtung eines P&R-Platzes, sobald geplante Wohnungsbauprojekte in Tillberga abgeschlossen sind.